# Silnice II/203
Silnice II/203 je silnice II. třídy v Plzeňském kraji. Začíná v Plzni výjezdem ze silnice II/605 po té směřuje na západ.
Prochází obcemi Vejprnice, Tlučná, Nýřany, Blatnice, Dolní a Horní Sekyřany, Popov, Ostrov u Stříbra, Kladruby a u obce Benešovice se opět napojuje na silnici II/605. Její celková délka činí zhruba 36 km.